# Isola Krajnij
L'isola Krajnij (in russo остров Крайний, ostrov Krajnij) è un'isola russa del gruppo delle isole di Dem'jan Bednyj che fanno parte dell'arcipelago di Severnaja Zemlja e sono bagnate dal mare di Kara.
Amministrativamente fa parte del Tajmyrskij rajon del Territorio di Krasnojarsk, nel Distretto Federale Siberiano.

## Geografia
L'isola si trova nella parte nord-occidentale dell'arcipelago, a una distanza di 4,2 km a nord-ovest dell'isola Komsomolets ed è la più orientale delle isole di Dem'jan Bednyj (il suo nome significa "estrema", "ultima").
Krajnij si trova 650 m a sud-est dell'isola Kolokol, cui è collegata da banchi di sabbia. Ha una forma allungata con una lunghezza di 1,3 km e una larghezza che varia dai 300 m, a ovest, ai 550 m, a est; l'altezza massima è di 11 m s.l.m.